# Il pazzo mondo di Go Nagai
Il pazzo mondo di Go Nagai (ＣＢキャラ永井豪ワールド?, CB Chara Nagai Go World) è una serie di 3 OAV pubblicati in VHS nel 1991, aventi come protagonisti i principali personaggi delle opere di Gō Nagai in versione super deformed. In Italia i VHS sono stati pubblicati dalla Dynamic Italia nel 2000.
I 3 episodi sono usciti anche in un DVD il 22 giugno 2007 in Giappone.
In Italia, nel marzo 2013, è stato pubblicato da Yamato Video un box completo da collezione contenente i 3 DVD degli episodi e solo per la prima tiratura limitata, un booklet contenente schizzi ed altro materiale sulla miniserie.

## Trama
Come Akira Fudo si sveglia, si ritrova trasformato in una forma che pensa non si possa proprio adattare a quella d'un eroe quale lui è. Ma egli non è l'unico ad esser cambiato: insieme a Ryo e Miki si mette in viaggio per ripristinare le cose com'erano correttamente all'inizio, e per scoprire cos'abbia mai potuto causare un tal cambiamento. Durante la loro avventura, si troveranno di fronte diversi altri personaggi del mondo delle opere di Gō Nagai.

## Episodi
| Nº | Titolo italiano Giapponese 「Kanji」 - Rōmaji                                                            | Prima edizione   | Prima edizione |
| Nº | Titolo italiano Giapponese 「Kanji」 - Rōmaji                                                            | Giapponese       | Italiano       |
| 1  | Io sono il diavolo, Devilman!! 「オレは悪魔だデビルマン!」 - Ore wa Akuma da, Devilman!                  | 21 febbraio 1991 | 2000           |
| 2  | Mazinger Z! Io sono il più forte!! 「オレは強いぞマジンガーZ!」 - Ore wa Tsuyoi zo Mazinger Z!           | 25 aprile 1991   | 2000           |
| 3  | Violence Jack, questa è la fine! 「これが最後だバイオレンスジャック!」 - Kore ga Saigo da Violence Jack! | 27 giugno 1991   | 2000           |

## Sigle
- Apertura: I Am a Hero (cantata da Shin'Ichi Ishihara)
- Chiusura: Pending Now (cantata da Kyoko Hirotani)